# جيرالد سيد
جيرالد سيد (17 فبراير 1983

 في تالينس) (بالفرنسية: Gérald Cid)‏ لاعب كرة قدم فرنسي يلعب حاليا في نادي الدرجة الأولى نيس الفرنسي منذ 2008 في خط الدفاع .
لعب سيد لأندية بوردو (1999-2007) إستر بالإعارة (2005-2006) بولتون واندررز الإنجليزي (2007-2008) .

## روابط خارجية
- جيرالد سيد على موقع رابطة كرة القدم الفرنسية للمحترفين (الإنجليزية)
- جيرالد سيد على موقع قاعدة بيانات كرة القدم.إي يو (الإنجليزية)
- جيرالد سيد على موقع بيانات كرة القدم. دي إي (الألمانية)
- جيرالد سيد على موقع Soccerbase.com (لاعب) (الإنجليزية)
- جيرالد سيد على موقع عالم كرة القدم.نت (الإنجليزية)